# Kepler-4b
Kepler-4b – planeta pozasłoneczna typu gorący neptun, znajdująca się w gwiazdozbiorze Smoka w odległości około 1800 lat świetlnych od Ziemi. Została odkryta w 2010 roku przez sondę Kepler.
Kepler-4b ma masę wynoszącą 0,08 MJ oraz promień 0,36 RJ. Planeta ta obiega swoją gwiazdę Kepler-4 w ciągu około 3,2 dnia.
| Jowisz | Kepler-4b |
| ------ | --------- |
|        |           |